# Josiah Gilbert Holland

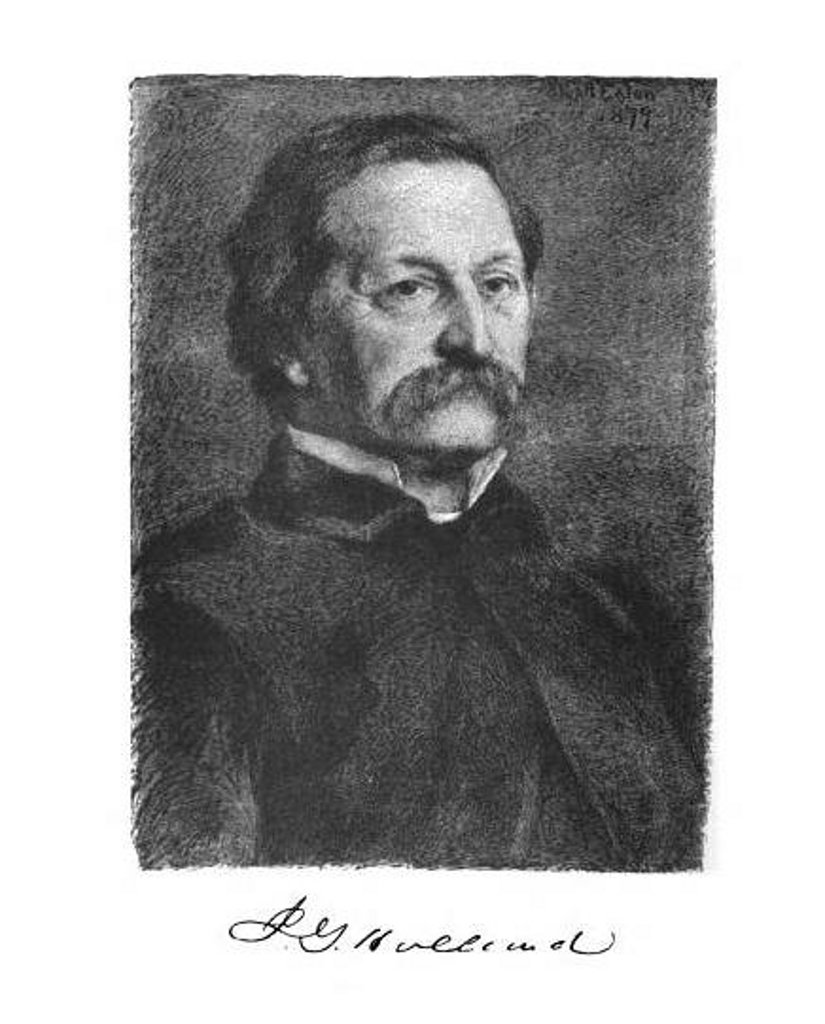
Josiah Gilbert Holland

Josiah Gilbert Holland (* 24. Juli 1819 in Belchertown, Massachusetts; † 12. Oktober 1881) war ein amerikanischer Schriftsteller.
Holland studierte Medizin und praktizierte einige Jahre als Arzt in Springfield (Massachusetts), um sich dann ganz seiner schon früher betätigten Neigung zu literarischer Beschäftigung zu überlassen.
Er trat in die Redaktion des Springfield Republican ein und veröffentlichte als seine ersten Werke die History of Western Massachusetts (1855, 2 Bde.) und den Roman The Bay Path (1857).
Zugleich begann er im Republican eine Reihe von Briefen und Essays unter dem Pseudonym Timothy Titcomb zu veröffentlichen, die sich einen weiten Leserkreis erwarben. Die erste Serie derselben erschien unter dem Titel Titcomb's Letters to Young People, Single and Married (1858). Später folgten:
- Bitter Sweet (Gedicht, 1858)
- Gold Foil, hammered from popular proverbs
- Lessons in life
- Plain talks on familiar subjects (1865)
- Letters to the Joneses (1866)
- Kathrina (Gedicht, 1867)
- The marble prophecy (Gedicht, 1872)

und die Romane:
- Miss Gilbert's career (1867)
- Arthur Bonnicastle (1873)
- The mistress of the manse (1874)
- Every day topics (1876), eine Sammlung kleiner Artikel über Ereignisse im öffentlichen Leben

Von einer 1869 unternommenen Reise nach Europa zurückgekehrt, übernahm er 1870 die Herausgabe von Scribners Monthly Magazine. Holland starb am 12. Oktober 1881.
Seine Gedichte erschienen vollständig 1873, eine neue Ausgabe seiner Complete Works in 14 Bänden (New York, 1885).